# إيرنيستو ألونسو
إيرنيستو ألونسو (بالإسبانية: Ernesto Alonso)‏ هو مصور سينمائي ومنتج أفلام ومخرج وممثل مكسيكي، ولد في 28 فبراير 1917 في المكسيك، وتوفي في 7 أغسطس 2007 بمدينة مكسيكو في المكسيك.

## وصلات خارجية
- إيرنيستو ألونسو على موقع IMDb (الإنجليزية)
- إيرنيستو ألونسو على موقع ألو سيني (الفرنسية)
- إيرنيستو ألونسو على موقع أول موفي (الإنجليزية)
- إيرنيستو ألونسو على موقع قاعدة بيانات الأفلام السويدية (السويدية)
- إيرنيستو ألونسو على موقع قاعدة بيانات الفيلم (الإنجليزية)
- إيرنيستو ألونسو على موقع كينوبويسك (الروسية)